# Te Deum Laudamus (Sullivan)
Te Deum Laudamus, de Arthur Sullivan, geralmente conhecido como Boer War Te Deum, é uma obra coral composta por Sullivan nos últimos meses de sua vida.  Foi encomendada em nome do Decano e Capítulo da Catedral de São Paulo de Londres pelo organista da catedral, Sir George Martin, como parte de um grande serviço para celebrar a esperada vitória da Grã-Bretanha na Guerra dos Bôeres.
Te Deum é um hino em prosa rítmica, do qual as palavras iniciais, Te Deum Laudamus, formaram seu título mais antigo conhecido (ou seja, na Regra de São Cesário para monges, escrita provavelmente quando ele era Abade de Lérins, antes de 502 d.C.. Este título mais longo é usado nas "Regras para as Virgens" compostas por São Cesário enquanto arcebispo de Arles, e por seu segundo sucessor na mesma Sé, Santo Aureliano, também na Regra de São Bento; e geralmente na literatura anterior. O hino também é às vezes chamado de "Hymnus Ambrosianus", o "Hino Ambrosiano"; e no Breviário Romano ainda se intitula, no final das Matinas para domingo, "Hymnus SS. O título foi alterado para "Hymnus Ambrosianus" no "Saltério" do novo Breviário Romano de Pio X. Este Saltério foi impresso (1912), mas tornou-se obrigatório apenas a partir de I de janeiro de 1913.